# Zelena Dibrova, Cervonoarmiisk
Zelena Dibrova (în ucraineană Зелена Діброва) este un sat în comuna Tenkivka din raionul Cervonoarmiisk, regiunea Jîtomîr, Ucraina.

## Demografie
Componența lingvistică a localității Zelena Dibrova
     Ucraineană (99%)
     Alte limbi (1%)
Conform recensământului din 2001, majoritatea populației localității Zelena Dibrova era vorbitoare de ucraineană (99%), existând în minoritate și vorbitori de alte limbi.